# Bodianus insularis
Bodianus insularis là một loài cá biển thuộc chi Bodianus trong họ Cá bàng chài. Loài này được mô tả lần đầu tiên vào năm 1980.

## Từ nguyên
Tính từ định danh của loài trong tiếng Latinh có nghĩa là "thuộc về đảo", hàm ý đề cập đến phạm vi của chúng chỉ giới hạn xung quanh các đảo ở Trung Đại Tây Dương.

## Phạm vi phân bố và môi trường sống
B. insularis chỉ được ghi nhận tại quần đảo São Pedro và São Paulo, đảo Ascension và Saint Helena. B. insularis sống gần các rạn san hô và đá ngầm trên nền đá vụn hay cát, được quan sát và thu thập ở độ sâu khoảng từ 6 đến ít nhất là 60 m.

## Phân loại học
Kết quả phân tích trình tự DNA ty thể gần đây cho thấy, B. insularis và Bodianus pulchellus không có sự khác biệt về mặt di truyền, và hình thái cũng rất giống nhau giữa hai loài. B. insularis rất có thể là một danh pháp đồng nghĩa của B. pulchellus.

## Mô tả
B. insularis có chiều dài cơ thể tối đa được ghi nhận là 33 cm. Cá cái trưởng thành (giai đoạn đầu) có màu đỏ tươi, cằm trắng, nhiều chấm màu xanh lam trên vảy. Vây lưng và vây hậu môn có viền xanh óng. Cá đực trưởng thành (giai đoạn cuối) có màu xám sẫm, trong khi cá con màu vàng tươi.
Số gai ở vây lưng: 12–13; Số tia vây ở vây lưng: 9–10; Số gai ở vây hậu môn: 3; Số tia vây ở vây hậu môn: 11–12; Số tia vây ở vây ngực: 16–17.

## Sinh thái học
Thức ăn của B. insularis có thể là những loài thủy sinh không xương sống như nhuyễn thể và giáp xác. Cá con có thể đóng vai trò là cá dọn vệ sinh: chúng ăn các loài giáp xác ký sinh trên cơ thể cá lớn. B. insularis được xác nhận là một loài lưỡng tính tiền nữ, tức cá cái có thể chuyển đổi giới tính thành cá đực.

### Trích dẫn
- Martin F. Gomon (2006). "A revision of the labrid fish genus Bodianus with descriptions of eight new species" (PDF). Records of the Australian Museum, Supplement. Quyển 30. tr. 1–133. ISSN 0812-7387.